# محمد أباد (مقاطعة دشتي)
محمد أباد (بالفارسية: محمدآباد) هي قرية تقع في إيران في قسم مركزي الريفي. يقدر عدد سكانها بـ 1,837 نسمة .